# Yvonita
La yvonita es un mineral de la clase de los minerales arseniatos, y dentro de esta pertenece al llamado “grupo de la krautita”. Fue descubierta en la mina Salsigne cerca de Carcasona, en la región de Occitania (Francia), aprobado en 1998 y nombrada así en honor de Klaus Yvon, cristalógrafo suizo. Un sinónimo es su clave: IMA1995-012.

## Características químicas
Es un arseniato hidroxilado e hidratado de cobre, que cristaliza en el sistema cristalino triclínico.

## Formación y yacimientos
Se encuentra como mineral secundario formado sobre especímenes en las escombreras de mina en un yacimiento de sulfuros de arsénico conteniendo oro, hasta la fecha sólo descrito en la mina Salsigne al sur de Francia.
Suele encontrarse asociado a otros minerales como: geminita, lindackerita, arsenopirita, bismuto nativo, calcopirita o pushcharovskita.